# Lake Sarah (Neuseeland)
Der Lake Sarah ist ein See im Selwyn District der Region Canterbury auf der Südinsel von Neuseeland.

## Geographie
Der Lake Sarah befindet sich rund 3,2 km westlich und rund 3,8 km südlich des Waimakariri River, zwischen der Eisenbahnlinie der Midland Lane, rund 80 m südwestlich und dem 1410 m hohen Sugar Loaf, dessen Gipfel rund 1,3 km nordöstlich zu finden ist. Der See, der auf einer Höhe von 577 m liegt, besitzt einen Seeumfang von rund 2,33 km und erstreckt sich über eine Fläche von 22,9 Hektar. Seine Länge beträgt rund 760 m in Nordnordwest-Südsüdost-Richtung und misst an seiner breitesten Stelle rund 460 m in Westsüdwest-Ostnordost-Richtung.
Der See wird durch einige wenige Bäche gespeist und findet seinen Abfluss an der Westseite des Gewässers in Richtung des Sarah Stream, der rund 4,4 km Flussabwärts in den Cass River mündet.